# فهرست مناطق کلان‌شهری قاره آمریکا
در اینجا فهرستی از ۵۰ کلان‌شهر پرجمعیت قاره آمریکا گرد آوری شده است.

## فهرست
|    | منطقه کلان‌شهری        | کشور                | جمعیت      | سال  |
| -- | --------------------- | ------------------- | ---------- | ---- |
| ۱  | سائو پائولو           | برزیل               | ۲۱٬۰۹۰٬۷۹۲ | ۲۰۱۵ |
| ۲  | مکزیکوسیتی            | مکزیک               | ۲۰٬۸۹۲٬۷۲۴ | ۲۰۱۵ |
| ۳  | نیویورک               | ایالات متحده آمریکا | ۲۰٬۱۸۲٬۳۰۵ | ۲۰۱۵ |
| ۴  | بوئنوس آیرس           | آرژانتین            | ۱۳٬۶۹۳٬۶۵۷ | ۲۰۱۵ |
| ۵  | لس آنجلس              | ایالات متحده آمریکا | ۱۳٬۳۴۰٬۰۶۸ | ۲۰۱۵ |
| ۶  | ریو دو ژانیرو         | برزیل               | ۱۲٬۲۸۰٬۷۰۲ | ۲۰۱۵ |
| ۷  | لیما                  | پرو                 | ۹٬۹۰۴٬۷۲۷  | ۲۰۱۵ |
| ۸  | شیکاگو                | ایالات متحده آمریکا | ۹٬۵۵۱٬۰۳۱  | ۲۰۱۵ |
| ۹  | بوگوتا                | کلمبیا              | ۹٬۲۸۶٬۲۲۵  | ۲۰۱۵ |
| ۱۰ | دالاس-فورت وورث       | ایالات متحده آمریکا | ۷٬۱۰۲٬۷۹۶  | ۲۰۱۵ |
| ۱۱ | سانتیاگو              | شیلی                | ۶٬۶۸۳٬۸۵۲  | ۲۰۱۵ |
| ۱۲ | هیوستون               | ایالات متحده آمریکا | ۶٬۶۵۶٬۹۴۷  | ۲۰۱۵ |
| ۱۳ | تورنتو                | کانادا              | ۶٬۱۱۶٬۷۲۵  | ۲۰۱۵ |
| ۱۴ | واشینگتون             | ایالات متحده آمریکا | ۶٬۰۹۷٬۶۸۴  | ۲۰۱۵ |
| ۱۵ | فیلادلفیا             | ایالات متحده آمریکا | ۶٬۰۶۹٬۸۷۵  | ۲۰۱۵ |
| ۱۶ | میامی                 | ایالات متحده آمریکا | ۶٬۰۱۲٬۳۳۱  | ۲۰۱۵ |
| ۱۷ | بلو هوریزونته         | برزیل               | ۵٬۸۲۹٬۹۲۳  | ۲۰۱۵ |
| ۱۸ | آتلانتا               | ایالات متحده آمریکا | ۵٬۷۱۰٬۷۹۵  | ۲۰۱۵ |
| ۱۹ | کاراکاس               | ونزوئلا             | ۵٬۳۲۲٬۳۱۰  | ۲۰۱۵ |
| ۲۰ | گوادالاخارا           | مکزیک               | ۴٬۷۹۶٬۶۰۳  | ۲۰۱۵ |
| ۲۱ | بوستون                | ایالات متحده آمریکا | ۴٬۷۷۴٬۳۲۱  | ۲۰۱۵ |
| ۲۲ | سانفرانسیسکو          | ایالات متحده آمریکا | ۴٬۶۵۶٬۱۳۲  | ۲۰۱۵ |
| ۲۳ | فینیکس                | ایالات متحده آمریکا | ۴٬۵۷۴٬۵۳۱  | ۲۰۱۵ |
| ۲۴ | ریورساید–سن برناردینو | ایالات متحده آمریکا | ۴٬۴۸۹٬۱۵۹  | ۲۰۱۵ |
| ۲۵ | مونتری                | مکزیک               | ۴٬۴۷۵٬۹۴۹  | ۲۰۱۵ |
| ۲۶ | دیترویت               | ایالات متحده آمریکا | ۴٬۳۰۲٬۰۴۳  | ۲۰۱۵ |
| ۲۷ | پورتو آلگری           | برزیل               | ۴٬۲۵۸٬۹۲۶  | ۲۰۱۵ |
| ۲۸ | برازیلیا              | برزیل               | ۴٬۲۰۱٬۷۳۷  | ۲۰۱۵ |
| ۲۹ | مونترآل               | کانادا              | ۴٬۰۴۵٬۸۷۷  | ۲۰۱۵ |
| ۳۰ | فورتالزا              | برزیل               | ۳٬۹۸۵٬۲۹۷  | ۲۰۱۵ |
| ۳۱ | سالوادور              | برزیل               | ۳٬۹۵۳٬۲۹۰  | ۲۰۱۵ |
| ۳۲ | رسیفی                 | برزیل               | ۳٬۹۱۴٬۳۹۷  | ۲۰۱۵ |
| ۳۳ | مدئین                 | کلمبیا              | ۳٬۷۷۷٬۰۰۹  | ۲۰۱۵ |
| ۳۴ | سیاتل                 | ایالات متحده آمریکا | ۳٬۷۳۳٬۵۸۰  | ۲۰۱۵ |
| ۳۵ | سانتو دومینگو         | جمهوری دومینیکن     | ۳٬۶۵۸٬۶۴۸  | ۲۰۱۵ |
| ۳۶ | سینت پل-مینیاپولیس    | ایالات متحده آمریکا | ۳٬۵۲۴٬۵۸۳  | ۲۰۱۵ |
| ۳۷ | کوریتیبا              | برزیل               | ۳٬۵۰۲٬۸۰۴  | ۲۰۱۵ |
| ۳۸ | سن دیگو               | ایالات متحده آمریکا | ۳٬۲۹۹٬۵۲۱  | ۲۰۱۵ |
| ۳۹ | کمپیناس               | برزیل               | ۳٬۰۹۴٬۱۸۱  | ۲۰۱۵ |
| ۴۰ | تامپا-سنت پترزبورگ    | ایالات متحده آمریکا | ۲٬۹۷۵٬۲۲۵  | ۲۰۱۵ |
| ۴۱ | گوایاکیل              | اکوادور             | ۲٬۹۵۲٬۱۵۹  | ۲۰۱۵ |
| ۴۲ | پوئبلا سیتی           | مکزیک               | ۲٬۹۴۱٬۹۸۸  | ۲۰۱۵ |
| ۴۳ | کالی                  | کلمبیا              | ۲٬۹۱۱٬۲۷۸  | ۲۰۱۵ |
| ۴۴ | دنور                  | ایالات متحده آمریکا | ۲٬۸۱۴٬۳۳۰  | ۲۰۱۵ |
| ۴۵ | سنت لوئیز             | ایالات متحده آمریکا | ۲٬۸۱۱٬۵۸۸  | ۲۰۱۵ |
| ۴۶ | بالتیمور              | ایالات متحده آمریکا | ۲٬۷۹۷٬۴۰۷  | ۲۰۱۵ |
| ۴۷ | گواتمالا سیتی         | گواتمالا            | ۲٬۷۴۹٬۱۶۱  | ۲۰۱۵ |
| ۴۸ | کیتو                  | اکوادور             | ۲٬۶۵۳٬۳۳۰  | ۲۰۱۵ |
| ۴۹ | پورتو پرنس            | هائیتی              | ۲٬۶۱۸٬۸۹۴  | ۲۰۱۵ |
| ۵۰ | ماراکایبو             | ونزوئلا             | ۲٬۵۷۶٬۸۳۶  | ۲۰۱۵ |